# Ференс, Эндрю
Э́ндрю Фе́ренс (англ. Andrew Ference; 17 марта 1979, Эдмонтон, Альберта, Канада) — бывший профессиональный канадский хоккеист, защитник.
На драфте НХЛ 1997 года был выбран в 8 раунде под общим 208 номером командой «Питтсбург Пингвинз». 10 февраля 2003 года обменян в «Калгари Флэймз». 10 февраля 2007 года обменян в «Бостон Брюинз». За «Ойлерз» выступал с 2013 по 2016 годы.

## Награды
- Обладатель Кубка Эда Чиновета (1998).
- Обладатель «WHL плюс/минус Эворд» (1998).
- Обладатель «Дуг Уикенхайзер Мемориал Трофи» (1999).
- Серебряный призёр молодёжного чемпионата мира (1999).
- Участник матча молодых звёзд НХЛ (2002).
- Обладатель Кубка Стэнли (2011).
- Обладатель «Кинг Клэнси Трофи» (2014).

## Статистика
| Легенда | Легенда                    | Легенда | Легенда                   | Легенда | Легенда    |
| ------- | -------------------------- | ------- | ------------------------- | ------- | ---------- |
| И       | Количество проведённых игр | Штр     | Штрафное время            | +/−     | Плюс-минус |
| Г       | Голы                       | П       | Голевые передачи          | О       | Очки       |
| -       | Статистика неизвестна      | —       | Статистика не учитывалась |         |            |